# Strlen
În programare, strlen, care provine din expresia engleză string length, este o funcție care returnează lungimea unui șir de caractere (numărul de caractere, fără a include caracterul nul). Această funcție este folosita in următoarele limbaje de programare:
- C
- C++
- PHP

## În C

### Descriere
Funcția strlen este prezentă in biblioteca string.h.

### Implementare
```
size_t
 
strlen
(
const
 
char
 
*
 
str
)

{

    
const
 
char
 
*
 
s
 
=
 
str
;

    
for
 
(;
 
*
s
;
 
++
s
);

    
return
(
s
 
-
 
str
);

}

```

### Exemplu de folosire
```
#include
 
<stdio.h>

#include
 
<string.h>

int
 
main
()

{

    
char
 
text
[]
 
=
 
"Hello, world"
;

    
printf
(
"%lu
\n
"
,
 
(
unsigned
 
long
)
strlen
(
text
));

    
return
 
0
;

}

```

Acest exemplu va afișa 12.

## În C++

### Descriere
Funcția strlen este prezentă in biblioteca cstring.

### Implementare
```
size_t
 
strlen
(
const
 
char
 
*
s
)

{

    
size_t
 
sz
 
=
 
0
;

    
while
(
*
s
++
)
 
sz
++
;

    
return
 
sz
;

}

```

### Exemplu de folosire
```
#include
 
<iostream>

#include
 
<cstring>

int
 
main
()

{

    
char
 
text
[]
 
=
 
"Hello, world"
;

    
std
::
cout
 
<<
 
strlen
(
text
)
 
<<
 
std
::
endl
;

    
return
 
0
;

}

```

Acest exemplu va afișa 12

## In PHP

### Descriere
```
int
 
strlen
(
string
 
$string
)

```

Afișează lungimea stringului $string, sau 0 daca stringul este gol

### Exemplu de folosire
```
<?php

$str
 
=
 
'Hello, world'
;

echo
 
strlen
(
$str
);
 
// 12

?>

```

Acest exemplu va afișa 12.